# Wollumbin-Nationalpark
Der Wollumbin-Nationalpark liegt im Bundesstaat New South Wales von Australien, etwa 870 km nördlich von Sydney an der Grenze zu Queensland. Er hat eine Fläche von 4117 ha und umfasst auch den früheren Mount-Warning-Nationalpark. Diese beiden Parks wurden 2009 zusammengelegt. 

## Allgemeines
Der Mount Warning ist ein Teil des von der Erosion verschont gebliebenen Rests eines Schildvulkans, der unter anderem auch das Tweed Valley bildet. Hierüber hat man vom 1156 m hohen Gipfel des Berges einen beeindruckenden Ausblick. In der Sprache der Aborigines heißt der Berg Wollumbin, was „Wolkenmacher“ bedeutet.

## Natur
Auf den unteren Hängen begegnet man subtropischem Regenwald mit Brennnesselbäumen, Moreton-Bay-Eukalyptus und Feigen, in den höher gelegenen Regionen Korkholz, Wassergummibäumen und Bergwaldnüssen. Auf dem Gipfel existiert Heideland.
Im Regenwald ist die Beobachtung von Säugetieren schwierig. Am ehesten trifft man auf Rothalsfilander, eine Känguruart, aber auch verschiedene Fledermausarten und der Koala kommen hier vor. Bemerkenswerte Vogelarten sind Purpurbrust-Fruchttaube, Schwarzleierschwanz, Rostdickichtvogel und Marmorschwalm.

## Weitere Schutzkategorien
Im Jahre 1986 wurde der Nationalpark als Teil der Gondwana-Regenwälder Australiens UNESCO-Weltkulturerbe. In der Nähe befinden sich andere Nationalparks wie der Border-Ranges-Nationalpark und der Nightcap National Park.

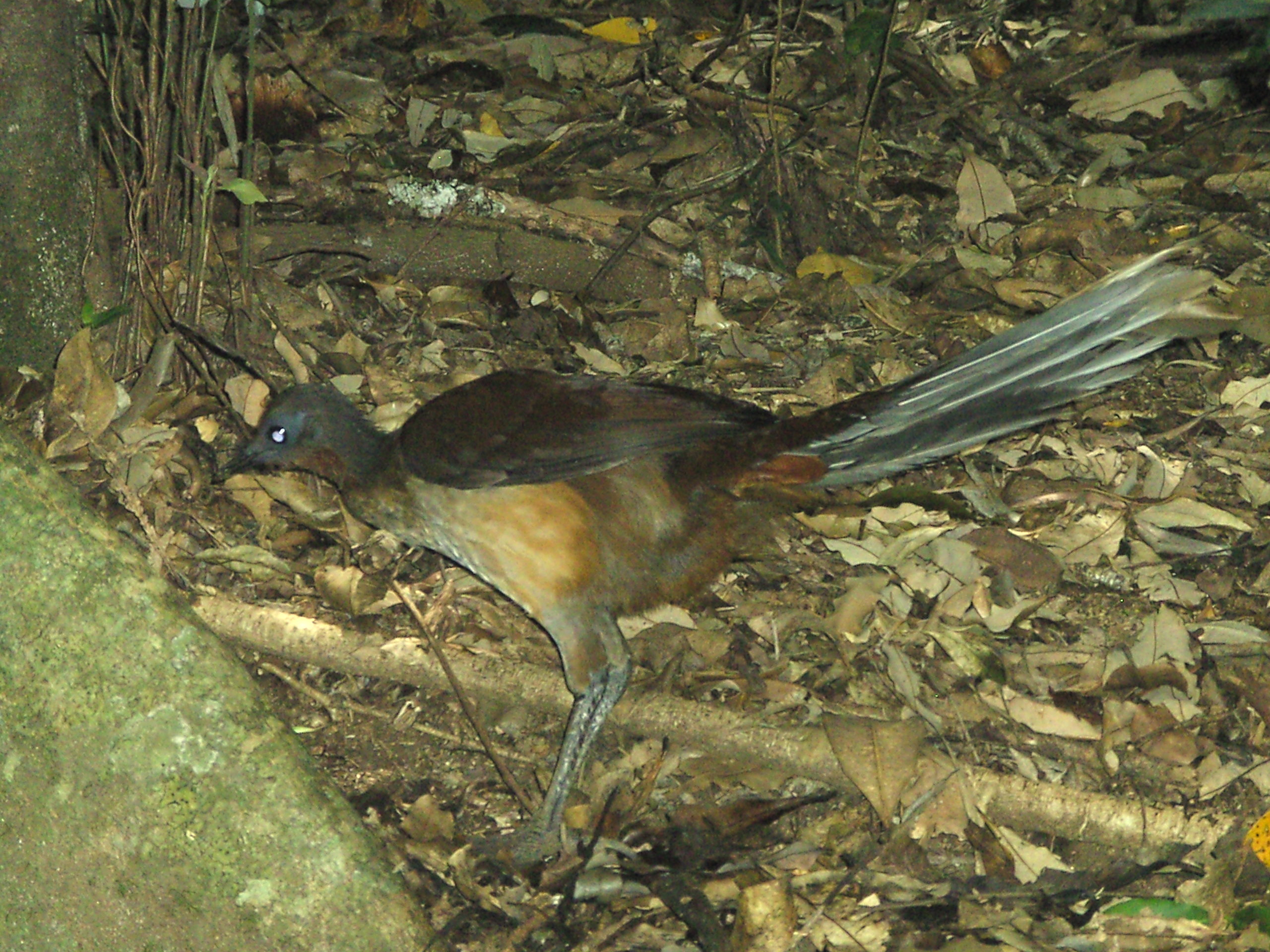
Leierschwanz im Nationalpark

## Tourismus
Im Nationalpark selbst gibt es keine Übernachtungsmöglichkeiten, sondern nur einen Rastplatz. Da die Aborigines den Berg als Heiligtum betrachten, ist beim Besteigen des Berges Zurückhaltung geboten.